# 熱那亞圍城戰
熱那亞圍城戰發生於1800年4月6日至6月4日，是第二次反法同盟期间的一系列戰鬥，法國將軍安德烈·馬塞納在將近兩個月的圍困中，多次出擊進攻奥地利军队。法軍最終在耗盡糧食後，簽署棄城協議，安全地從热那亚市撤退回本土，为拿破仑随后的馬倫戈戰役取得有利条件。

## 背景
馬塞納在第二次蘇黎世戰役中獲勝後，俄羅斯退出戰爭。雖然這並沒有結束第二次反法同盟，但拿破仑很快从埃及回来並宣布自己為第一執政，大大提高了法國獲勝的機會。然而，拿破崙需要时间將他的部队部署到意大利，於是他命令馬塞納不惜一切代价控制尼斯和热那亚，直到他到达。

## 開端
起初，法軍有約60,000名士兵由馬塞納指揮，但由於流行病的原因使得這數字減少至36,000人。而哈布斯堡君主國軍隊指揮官米夏埃爾·馮·梅拉斯在意大利擁有約120,000名士兵。在第一次交战之后，尽管路易·加布里埃爾·絮歇和让·德迪厄·苏尔特领导的法軍表现英勇，但热那亚還是很快就被大軍包圍。到了4月6日，法軍已被從陸上和海上鎖死，一支强大的英国艦隊包圍了港口。儘管如此，法軍的士气依然高昂，马塞纳决心死守。

## 經過
儘管热那亚有強大的防御工事，但馬塞納決定采取更具进攻性的战略。4月7日，他下令袭击拉蒂山，导致奥軍被赶出亚平宁山脉，蘇爾特率領的法軍在這次行動俘虏了約1,500名士兵，其中包括少将康斯坦丁·卡尔·达斯普雷。两天后，马塞纳开始了一场突擊，統合絮歇的部隊和其餘部隊，以1,200名士兵对抗10,000名帝國軍，成功抵御住敌军法軍並又俘虏了4,000名士兵。经过这场战斗，法軍開始死守，但其他小規模戰鬥持續進行，進一步給進攻方造成傷亡，迫使帝國軍停止進一步的行动。
與此同時，拿破崙的軍隊花了六天向米蘭行軍，并在该地驻军六天。到5月底，瘟疫开始在热那亚蔓延，城內平民開始反抗。談判於6月初開始，但马塞纳並不知道，奥军指揮部已經下令解除圍困，因为波拿巴已经越过大聖伯納山口，威胁到了帝國的主力军队。6月4日，马塞纳的谈判代表最终同意将法軍从热那亚撤离。但表示“如果提到或写到投降这个词”就會繼續死守。
两天后，一些法軍从海路离开了熱那亞，但马塞纳的大部分的軍隊带着他们的装备步行离开了熱那亞並沿着海岸向法国走去，结束了一场在世界军事史上，最大膽、最堅韌、最具獨創性的圍攻戰，馬塞納因此戰備受讚譽，並證明他當之無愧為法国大革命戰爭中僅次于拿破崙的法軍將領。

## 後果
經過60天的艱苦圍困，熱那亞圍城戰為拿破崙的战略发挥了重要作用。因牽制了大量部隊，使得拿破崙能夠越過大聖伯納山口並在馬倫戈襲擊帝國軍。
馬倫戈戰役後，哈布斯堡君主國軍隊參謀長向拿破崙說：
你赢得了这场戰鬥，不是在亞歷山德里亞前，而是在热那亚前。